# 長野靖尚
長野 靖尚（ながの やすたか、1943年9月15日 - 2015年6月6日） は、日本の機械工学者。名古屋工業大学名誉教授。名古屋工業大学副学長、日本流体力学会会長、日本伝熱学会会長などを歴任。正四位瑞宝中綬章。

## 人物・経歴
三重県生まれ。太平洋戦争で父を亡くし母子家庭となったため工業高校に進学するも、教師に大学進学を勧められ、1962年名古屋工業大学工学部機械工学科入学。1966年に名古屋工業大学工学部機械工学科卒業。1968年東京大学大学院工学系研究科舶用機械工学専攻修士課程修了、日本電装入社。
1969年名古屋工業大学工学部機械工学科助手（菱田幹雄研究室）。1976年名古屋工業大学講師。1977年名古屋大学より工学博士の学位を取得。1978年名古屋工業大学助教授。1981年インペリアル・カレッジ・ロンドン客員研究員及びスタンフォード大学客員研究員（文部省在外研究員）。1984年名古屋工業大学教授。1993年日本冷凍空調学会理事。1999年名古屋工業大学学生部長。2000年日本流体力学会副会長、International Symposium on Turbulence, Heat and Mass Transfer 共同議長。2001年日本流体力学会会長、日本機械学会理事。2002年日本伝熱学会副会長。2003年名古屋工業大学第二部主事。2004年名古屋工業大学副学長。同年国立大学法人名古屋工業大学理事。2006年国立大学法人名古屋工業大学名誉理事、日本学術会議連携会員。2007年名古屋工業大学名誉教授、名古屋工業大学プロジェクト特任教授、日本冷凍空調学会参与。2009年日本伝熱学会会長。2015年正四位瑞宝中綬章。指導学生に田川正人名古屋工業大学教授など。

## 受賞歴
- 日本機械学会賞（論文賞） 1988[2]
- 日本伝熱学会賞（学術賞） 1992[2]
- 流体科学研究賞 2001[2]
- 日本機械学会熱工学部門研究功績賞 2003[2]
- 日本機械学会賞（論文賞） 2004[2]
- 日本流体学会フェロー 2005[5]
- 日本機械学会名誉員 2009[2]
- 日本機械学会熱工学部門国際功績賞 2010[2]